# Hybanthus atropurpureus
Hybanthus atropurpureus är en violväxtart som först beskrevs av A. St.-hil., och fick sitt nu gällande namn av Paul Hermann Wilhelm Taubert. Hybanthus atropurpureus ingår i släktet Hybanthus och familjen violväxter. Inga underarter finns listade i Catalogue of Life.